# معادلة تفاضلية تصادفية
المعادلة التفاضلية التصادفية (بالإنجليزية: Stochastic differential equation)‏ (SDE) هي معادلة تفاضلية يكون فيها واحد أو أكثر من الحدود عملية تصادفية، مما يؤدي إلى حل وهو أيضًا عملية تصادفية. تُستخدم "SDEs" لنمذجة ظواهر مختلفة مثل أسعار الأسهم غير المستقرة أو الأنظمة الفيزيائية الخاضعة للتقلبات الحرارية. عادةً ما تحتوي SDEs على متغير يمثل ضجيج أبيض عشوائي محسوب كمشتق من الحركة البراونية أو عملية فينر.
ومع ذلك، هناك أنواع أخرى من السلوك العشوائي ممكنة، مثل عمليات القفز. المعادلات التفاضلية العشوائية مرتبطة بالمعادلات التفاضلية التصادفية.